# 김종연
김종연(한국 한자: 金鍾然, 1975년 11월 11일 ~ )은 대한민국의 전 축구 선수이며, 포지션은 공격수였다.